# Die neue Best Of
Die neue Best Of ist ein Best-of-Album von Andrea Berg. Es wurde am 30. März 2007 bei Ariola/Sony BMG Music Entertainment veröffentlicht.

## Entstehung
Nach dem großen Erfolg des ersten Best-Of-Albums, das sich zum langlebigsten Tonträger in der deutschen Chartgeschichte entwickelt hatte, entschied sich das Label, 2007 einen Nachfolger herauszubringen. Dabei wurden bei der Songauswahl auch die jüngeren Alben wie etwa Du oder Machtlos berücksichtigt. Das Album wurde wie gewohnt von Eugen Römer produziert, der auch die meisten Instrumente spielte. Als Bonustitel wurde ein Dance-Mix eines von Bergs größten Hits, Du hast mich tausendmal belogen ausgewählt.

## Gestaltung
Das Coverbild zeigt Berg in schwarzer Bekleidung auf einem Strohballen sitzend. Es wurde von Sascha Kramer aufgenommen.

## Titelliste
| #  | Titel                                       | Autor(en)                                      | Produzent(en) | Länge |
| -- | ------------------------------------------- | ---------------------------------------------- | ------------- | ----- |
| 1  | Wieviel Träume hab’ ich geträumt            | Norbert Hammerschmidt, Eugen Römer             | Eugen Römer   | 3:49  |
| 2  | Doch träumen will ich nur mit dir allein    | Eugen Römer, Andrea Berg                       | Eugen Römer   | 3:33  |
| 3  | Lass mich jetzt noch nicht geh’n            | Norbert Hammerschmidt, Eugen Römer             | Eugen Römer   | 3:24  |
| 4  | Im Feuer der Nacht                          | Kristina Bach, Eugen Römer                     | Eugen Römer   | 3:54  |
| 5  | Warum                                       | Eugen Römer                                    | Eugen Römer   | 3:02  |
| 6  | Mama                                        | Eugen Römer, Joachim Horn-Bernges              | Eugen Römer   | 4:01  |
| 7  | Und heute Abend geh’ ich tanzen             | Irma Holder, Eugen Römer                       | Eugen Römer   | 3:06  |
| 8  | Spiel noch einmal nur für mich              | Norbert Hammerschmidt, Eugen Römer             | Eugen Römer   | 3:27  |
| 9  | Ein Tag mit dir im Paradies                 | Eugen Römer, Joachim Horn-Bernges              | Eugen Römer   | 3:51  |
| 10 | Heut’ will ich nur mit dir                  | Eugen Römer, Joachim Horn-Bernges              | Eugen Römer   | 3:42  |
| 11 | Du                                          | Eugen Römer, Andrea Berg, Joachim Horn-Bernges | Eugen Römer   | 3:05  |
| 12 | Ich weiß, dass du mich belügst              | Eugen Römer, Joachim Horn-Bernges              | Eugen Römer   | 3:50  |
| 13 | Ein bisschen Wahnsinn                       | Eugen Römer, Joachim Horn-Bernges              | Eugen Römer   | 3:10  |
| 14 | Wenn dein Mund mich küsst                   | Eugen Römer, Andrea Berg, Joachim Horn-Bernges | Eugen Römer   | 3:27  |
| 15 | Ein Schiff wird kommen                      | Manos Hadjidakis, Billy Towne                  | Eugen Römer   | 3:51  |
| 16 | Nein, das träum ich nicht allein            | Eugen Römer, Joachim Horn-Bernges              | Eugen Römer   | 3:22  |
| 17 | Du hast mich tausendmal belogen (Dance Mix) | Irma Holder, Eugen Römer, Andrea Berg          | Eugen Römer   | 3:48  |

## Rezeption
Das Album konnte zwar nicht an den Erfolg der ersten Best-Of-Platte Bergs anknüpfen, erreichte aber hohe Chartplatzierungen in den deutschsprachigen Ländern, so Platz vier in Deutschland, Platz sieben in der Schweiz und Platz eins in Österreich, wo es sich mit 104 Chartwochen zu einem Dauerbrenner entwickelte. In Österreich erreichte es Dreifachplatin, in Deutschland Fünffachgold.

### Chartplatzierungen
| ChartsChartplatzierungen | Höchstplatzierung | Wochen |
| ------------------------ | ----------------- | ------ |
| Deutschland (GfK)        | 4 (43 Wo.)        | 43     |
| Österreich (Ö3)          | 1 (104 Wo.)       | 104    |
| Schweiz (IFPI)           | 7 (19 Wo.)        | 19     |